# Fred Kareman
Fred Kareman (Asbury Park, 24 juni 1930 - New York, 25 februari 2007) was een Amerikaans acteur. Hij speelde de rol van Doplos in de televisieserie Operation Petticoat. 
Fred Kareman was getrouwd met regisseur Pamela Moller Kareman tot zijn dood in 2007. Samen hadden ze twee kinderen.

## Filmografie
- Let's Rock (1958)
- The Teahouse of the August Moon (1962)
- Lovesick (1983)

## Televisieseries
- Lux Video Theatre (1953)
- Armchair Theatre (1958)
- Operation Petticoat (1978-1979), 10 afleveringen
- Charlie's Angels (1978)
- Kojak (1978)
- CPO Sharkey (1978)